# Туруханский край

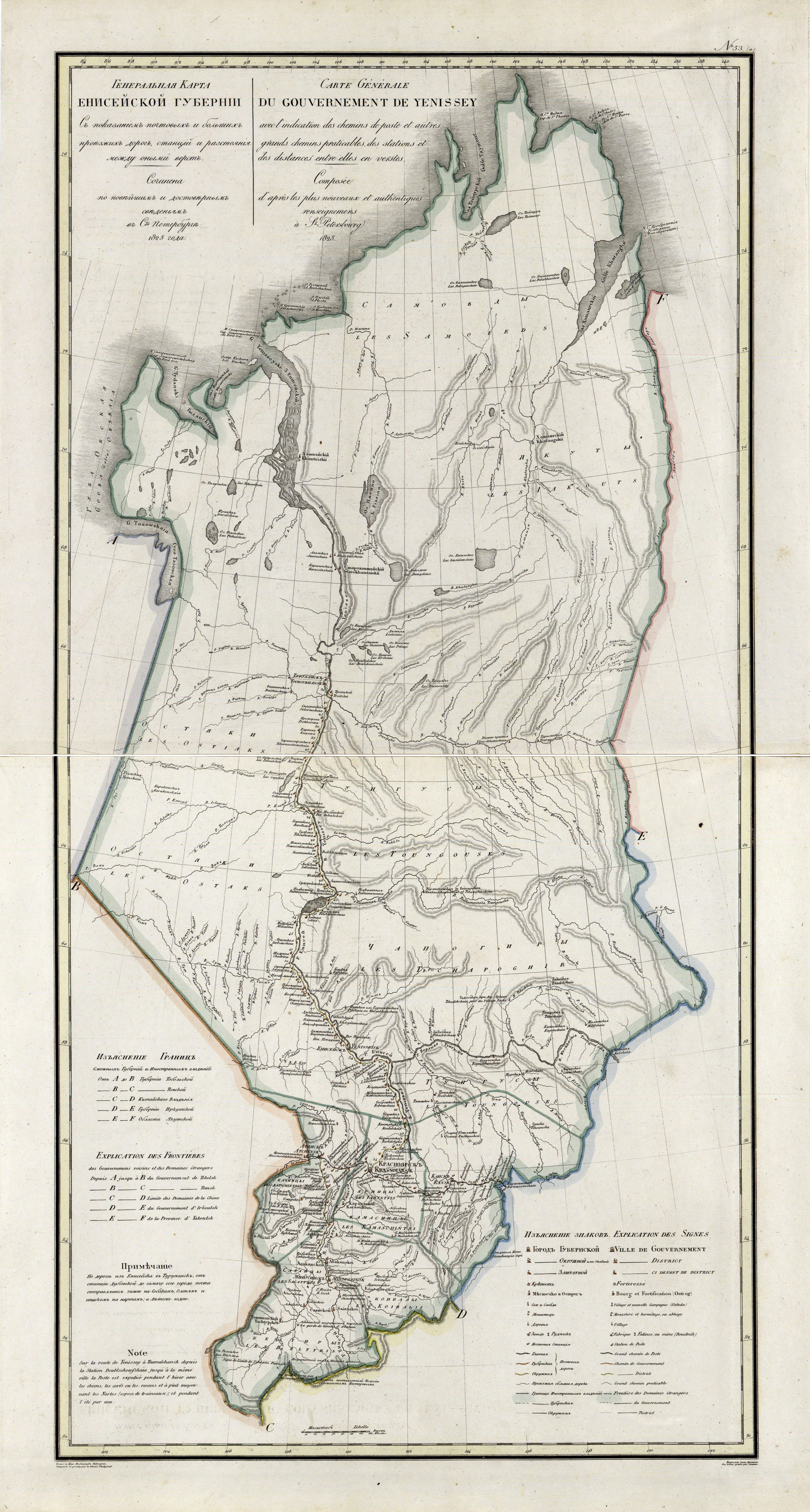
Генеральная карта Енисейской губернии 1821 года
из Географического атласа Российской империи, Царства Польского и Великого княжества Финляндского на русском и французском языках.

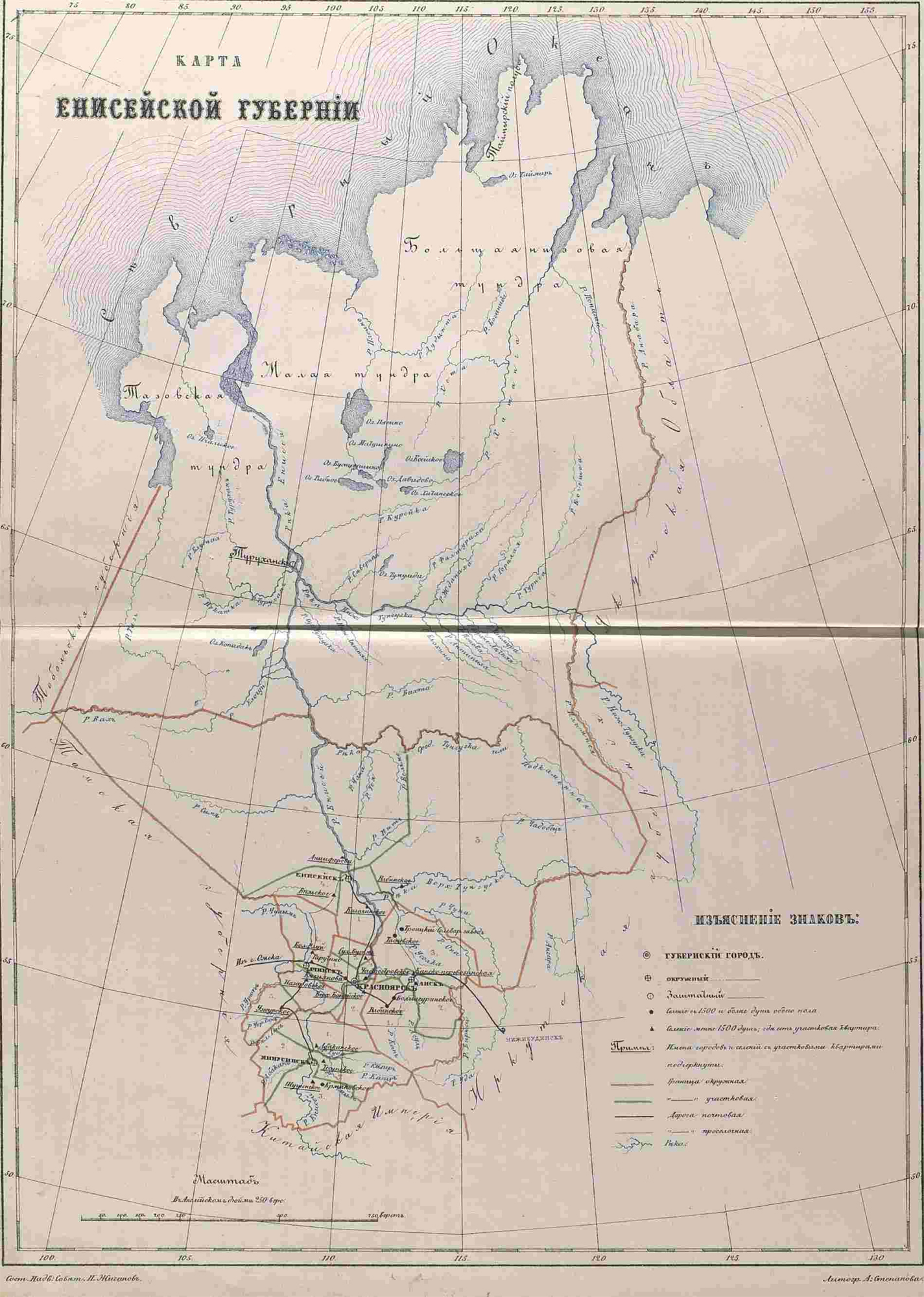
Карта Енисейской губернии 1821 года
Из книги: Енисейская губерния. Список населённых мест по сведениям 1859 года. Центральный статистической комитет Министерства внутренних дел. 1864 г.

Туруханский край (Туруханский уезд, Туруханское комиссарство, Туруханский округ) — историческая местность в восточной Сибири, вниз по Енисею от Туруханска и административно-территориальная единица в составе ряда административно-территориальных образований, существовавшая в 1735—1928 годах, ныне северная часть Красноярского края в составе трех районов (Таймырского, Туруханского и Эвенкийского). Уездный город — Туруханск (до 1780 года — Новая Мангазея, с 1925 года — Старотуруханск) не следует путать с современным Туруханском (до 1925 — село Монастырское).

## Страницы истории
В 1782 году в результате губернской реформа Екатерины II вместо Сибирской губернии появляется Тобольское наместничество в составе двух областей Тобольской и Томской. Ранее существовавший Мангазейский уезд Енисейской провинции Сибирской губернии переименовывается в Туруханский уезд и сходит в состав Томской области Тобольского наместничества.

В 1796-1797 годах в результате губернской реформа Павла I все наместничества были опять преобразованы в губернии Туруханский уезд вошёл в состав вновь образованной Тобольской губернии.

В 1804 году Туруханский уезд вошёл в состав выделенной из Тобольской Томской губернии. Как и соседний, Нарымский уезд, из-за своих суровых условий жизни, считался местом для наказания государственных преступников.

С 1822 года, при создании Енисейской губернии, Туруханский уезд преобразуется в Туруханское комиссарство в составе  Енисейского округа. Позже в силу своей отдалённости и трудности сообщения Туруханский край получил свое отдельное управление расположенное в городе Туруханске и состоящее из отдельного заседателя, его помощника и бухгалтера. Для удобства управления весь Туруханский край разделялся на три участка: 1-й (Верхнеимбатский), 2-й (Дудинский) и 3-й (Туруханский или Тазовский). 1-й участок подчинялся помощнику заседателя, а 2-й и 3-й — отдельным смотрителям.

В XVIII — начале XX веков — место ссылки и каторги. Здесь отбывали наказание как уголовные каторжане, так и политические ссыльные: народовольцы, революционеры различных политических течений (Бунд, эсеры, меньшевики, кадеты и др.), однако в советской историографии было принято больше вспоминать революционеров из числа РСДРП(б). В частности, 5 ноября 1914 года была арестована большевистская фракция IV Государственной думы, впоследствии суд приговорил их к ссылке на вечное поселение в Туруханский край. В Туруханской ссылке побывали такие видные деятели коммунистического движения, как И. В. Сталин, Я. М. Свердлов, Л. Б. Каменев.

В 1923 году в Енисейской губернии приняли «Положение об управлении туруханскими туземными инородцами» и «Положение об институте северных инспекторов», которые предусматривали следующее:
- Каждый туземный род управляется родовым советом, распоряжения которого обязательны для всех членов рода;
- Правом избирать и быть избранными обладают все граждане согласно Конституции РСФСР;
- Родовой совет имеет название того рода туземцев, который его избрал, либо название местности (если совет объединяет несколько соседних племен с одним языком);
- Районный съезд родовых советов избирает районный инородческий исполком, который является высшим инородческим органом управления;
- При решении гражданских и уголовных дел между туземцами одного рода применяется обычное право их рода;
- Родовой совет имеет полномочия — создавать оленные фонды, доставлять продукты беднейшим сородичам (об полномочия были новыми по сравнению с Уставом об инородцах 1822 года), организовывать родовые суды и другие.

Северные инспекторы наделялись следующими полномочиями:
- Ежегодно проводить выборы в родовые советы;
- Быть председателями избирательных комиссий у неграмотных инородцев;
- Вести списки лиц, лишенных избирательных прав.

В 1925 году в Туруханском крае были сформированы 24 родовых совета и было 4 северных инспектора.
В 1925—1928 годах Туруханский край был особой административной единицей Красноярского округа Сибирского края. Он делился на 8 районов (в том числе 5 туземных): Верхне-Инбатский, Дудинский, Елагуйский туземный, Затундринский туземный, Монастырский, Подкаменно-Тунгусский туземный, Тазовский туземный, Хетский туземный. Он имел площадь 1 566 844 км кв. и население 23,6 тыс. человек (в том числе русские — 33,4 %; эвенки — 31,0 %; ненцы — 8,0 %, якуты — 7,4 %; селькупы — 6,7 %, другие «самоеды» — 5,1 %; кеты — 2,9 %; долганы — 2,8 %).

## Населённые места по сведениям 1859 года
Станок — название мелких селений Туруханского края расположенных на берегу Енисея. Происхождение названия объясняется тем, что на жителях лежала обязанность возить почту (от «почтовая станция»).

Зимовье — название всех мелких населённых мест Туруханского края, кроме лежащих на берегу Енисея. Некоторые из этих населённых пунктов населены только во время промысла.

### Русские поселения
По данным Центрального статистического комитета Министерства внутренних дел Российской империи:
Всего в крае насчитывалось: 1 город, 5 сёл, 55 станков, 41 зимовье.
1-й участок (Верхнеинбатский)

От границы Енисейского округа к городу Туруханску.
- Осиновский станок — 8 дворов (33 жителя мужского пола, 24 женского)
- Подкаменно-Тунгузский станок при реке Енисей — 14 (47, 40)
- Сумароковский станок при реке Енисей — 7 (36, 33)
- Комсинский станок при реке Енисей — 5 (21, 26)
- Инзыревский (Лебедевский) станок при реке Енисей — 6 (23, 23)
- Мирный (Духоборы) станок при реке Енисей — 4 (20, 17)
- Бахтинский станок при реке Енисей — 5 (25, 27)
- Новосёловский (Камеино) станок при реке Енисей — 6 (15, 17)
- Чулковский (Сургатская) станок при реке Енисей — 6 (24, 23)
- Бородинский (Долгостроевский) станок при реке Енисей — 4 (20, 10)
- Искупной (Духоборы) станок при реке Енисей — 22 (67, 59)
- Верхнеинбатское село при реке Енисей — 12 (36, 25), церковь, пристань
- Алинский станок при реке Енисей — 4 (17, 18)
- Кангатовский станок при реке Енисей — 6 (26, 16)
- Пескинский (Зыряново) станок при реке Енисей — 5 (18, 9)
- Гилевский зимовье при реке Енисей — 2 (3, 3)
- Нижнеинбатский станок при реке Енисей — 5 (29, 17)
- Фатьяновский (Марково) станок при реке Енисей — 4 (14, 19)
- Ямский (Верещагино) станок при реке Енисей — 5 (24, 14)
- Баклановский станок при реке Енисей — 4 (13, 11)
- Новочерноостровский (Новинька) станок при реке Енисей — 3 (12, 6)
- Песковский (Татарское) станок при реке Енисей — 3 (16, 8)
- Пупковский станок при реке Енисей — 6 (14, 12)
- Баншинский (Забабурино) станок при реке Енисей — 4 (18, 12)
- Новозалесинский (Сухая Тунгузка) станок при реке Енисей — 5 (25, 13)
- Костинский станок при реке Енисей — 8 (36, 16)
- Мельничный станок при реке Енисей — 9 (30, 19)
- Мироединский (Донское) станок при реке Енисей — 5 (24, 31)
- Монастырское село при реке Енисей — 12 (29, 33), монастырь, церковь, часовня

2-й участок (Дудинский) 

От города Туруханска до Северного океана.
- Шорохинский станок при реке Енисей — 9 (29, 37)
- Ангутский станок — 8 (19, 20)
- Мингалевский (Конощелье) станок при реке Енисей — 6 (21, 18)
- Горошинский (Горошиха) станок при реке Енисей — 4 (20, 23)
- Устькурейский станок при реке Енисей — 3 (13, 12)
- Денежкинский станок при реке Енисей — 3 (17, 12)
- Ермаковский станок при реке Енисей — 2 (21, 23)
- Карасинский станок при реке Енисей — 4 (1, 3)
- Сушковский станок при реке Енисей — 5 (15, 14)
- Шадринский (Гореловский) станок при реке Енисей — 2 (12, 13)
- Игарский станок при реке Енисей — 1 (11, 9)
- Носовский станок при реке Енисей — 2 (10, 11)
- Плахинский станок при реке Енисей — 3 (3, 2)
- Салтановский станок при реке Енисей — 1 (6, 2)
- Хантайский станок при реке Енисей — 4 (13, 17)
- Липатниковский (Денисово) станок при реке Енисей — 2 (9, 4)
- Дудинское село при реке Енисей — 6 (20, 17), церковь, ярмарка, пристань
- Лопкаевский (Ермиловское) станок при реке Енисей — 1 (4, -)
- Ананьинский станок при реке Енисей — 1 (-, -)
- Малышовский станок при реке Енисей — 2 (15, 4)
- Крестовский станок при реке Енисей — 2 (3, 3)
- Селянинский станок при реке Енисей — 2 (4, 3)
- Казанский станок при реке Енисей — 2 (7, 3)
- Толстоносовский (Толстый Нос) село при реке Енисей — 3 (18, 15), церковь, ярмарка, пристань
- Дураковский станок при реке Енисей — 7 (2, 1)
- Сечинский станок при реке Енисей — 2 (7, 3)
- Караульный станок при реке Енисей — 2 (16, 14)
- Бородинский станок при реке Енисей — 1 (2, 3)
- Лукинский станок при реке Енисей — 1 (2, 1)
- Охотский станок при реке Енисей — 2 (12, 10)
- Кореновский станок при реке Енисей — 1 (5, 6)
- Зверевский станок при реке Енисей— 1 (2, 2)

По направлению от села Дудинского до границы Якутской области, реки Анабары
- Веденское (Пясино) зимовье при реке Пясиной — 2 (3, 2)
- Половинское зимовье при реке Пясиной — 1 (2, 3)
- Заостровочное зимовье при реке Пясиной — 1 (2, 3)
- Черноостровское зимовье при реке Пясиной — 2 (2, 2)
- Крыжевское зимовье при реке Пясиной — 1 (4, 1)
- Авамское зимовье при реках Аваме и Дудыпте — 2 (3, 3)
- Бархатовское зимовье при реке Дудыпте — 1 (2, 2)
- Корниловское (Озёрное) зимовье при реке Дудыпте — 1 (2, 1)
- Самакловское (Уксусниковский) зимовье при реке Дудыпте — 1 (2, -)
- Пайтурмовское зимовье при реке Пайтурме — 2 (3, 3)
- Разсошное зимовье при реке Разсоха — 1 (3, 2)
- Боганидское (Савинское) зимовье при реке Боганиде — 4 (4, 5)
- Ерёминское зимовье при реке Боганиде — 1 (3, 4)
- Нолтоновское зимовье при реке Боганиде — 2 (3, 2)
- Лыткинское зимовье при реке Боганиде — 1 (2, 3)
- Оксеновское зимовье при реке Боганиде — 2 (4, 3)
- Налдановское зимовье при реке Боганиде — 2 (2, 4)
- Андреевское зимовье при реке Хете — 1 (3, 4)
- Александровское зимовье при реке Хете — 3 (4, 5)
- Конокавское (или Копоновское) зимовье при реке Хете — 4 (3, 4)
- Соколовское зимовье при реке Хете — 5 (4, 3)
- Насоновское зимовье при реке Хатанге — 2 (3, 3)
- Крестовское зимовье при реке Хатанге — 2 (3, 2)
- Хатангское село при реке Хатанге — 5 (5, 4), церковь
- Жданинское зимовье при реке Хатанге — 2 (3, 2)
- Островское зимовье при реке Хатанге — 2 (3, 5)
- Летовское зимовье при реке Хатанге — 2 (3, 3)
- Усть-Нижнее зимовье при реке Хатанге — 1 (2, 4)
- Убойновское (Лукинское) зимовье при реке Хатанге — 1 (4, 2)
- Крестовское зимовье при реке Хатанге — 1 (2, 2)
- Рыбновское зимовье при реке Хатанге — 3 (4, 3)
- Попигайское (или Понигайское) зимовье при реке Хатанге — 2 (3, 2)
- Балахнинское зимовье при реке Балахне — 1 (4, 3)
- Кыргизовское (Новое) зимовье при реке Балахне — 1 (5, 4)
- Озёрское (Белый Яр) зимовье при реке Балахне — 6 (4, 6)
- Анабарское зимовье при реке Анабаре — 2 (4, 2)

3-й участок (Туруханский)

От города Туруханска к реке Таз
- Туруханск заштатный город на острове в устье реки Турухан, при озере Вшивом. 79 домов, 99 жителей мужского пола, 93 женского. В городе 2 православных церкви, училище, больница, почтовая станция, пристань, ярмарка, острог, винный и пороховой подвалы, хлебный и соляной магазины.
- Гороховское зимовье при реке Турухан — 1 (-, -)
- Байхинское зимовье при реке Турухан — 1 (3, 4)
- Тазовское у церкви зимовье при реке Таз — 3 (8, 6), церковь
- Тазовское у церкви зимовье при реке Таз — 1 (1, 2), часовня

### Инородцы
Населяющие территорию местные народности не имели постоянного места жительства. Рода управлялись выборными старостами утверждёнными начальником губернии. Вблизи русских селений «инородцы» появлялись, как правило весной. Сход назывался «суглан», в это время сдавался ясак и закупались необходимые годовые припасы.
По данным Центральный статистической комитет Министерства внутренних дел Российской империи по сведениям 1859 года:
1-й участок (Верхнеинбатский)
- Подкаменно-Тангузский остяцкий род (41 мужчина, 26 женщина). Кочевал по рекам Подкаменная Тунгуска и Елогуй.
- Верхнеинбатский остяцкий род (295, 246). Кочевал по рекам Енисей, Елогуй, Бахта.
- Нижнечумский тунгузский род (36, 33). Кочевал по реке Нижняя Тунгуска.

2-й участок (Дудинский)
- Карасинский остяцкий род (47, 41). Кочевал по рекам Енисей и Курейка.
- Карасинский сомоедский род (141, 139). Кочевал по реке Енисей.
- Хантайский сомоедский род (117, 106). Кочевал по реке Енисей.
- Авамско-Самоедский сомоедский род (117, 106). Кочевал по рекам Пясина и Авам.
- Нижне-Затундринский якутский род (263, 272). Кочевал по рекам Хатанга, Хета и берегам озера Ессей. Близ озера была православная часовня.
- Береговой юрацкий род (29, 23). Кочевал по реке Енисей. Вносят ясак в селе Хатангском.
- Чап(н)огирский тунгузский род (175, 97). Кочевал по реке Нижняя Тунгуска и берегам озера Вайволѣ. Сдавал ясак в городе Туруханске.
- Усть-Турыжский тунгузский род (37, 22). Кочевал при озёрах Турынгѣ и Ессей.
- 2-й Летний тунгузский род (97, 85). Кочевал по рекам Боганида и Авам. Суглан в станке Карасинском.
- 3-й Летний тунгузский род (48, 40). Кочевал при Норильских озёрах. Суглан в станке Плахинском.
- 4-й Летний тунгузский род (61, 40). Кочевал при озёрах Мантуйское, Хантайское и по реке Курейке. Суглан в станке Устькурейском.
- Боганидский тунгузский род (59, 49). Кочевал по реке Боганида. Суглан в селе Хатангском.
- Долгано-Ессейский тунгузский род (195, 187). Кочевал по реке Дудинѣ. Суглан в селе Дудинском.
- Вадеевский тунгузский род (56, 78). Кочевал по реке Таймыре и около Таймырской губы.
- Жиганский тунгузский род (74, 70). Кочевал по реке Дудинѣ и около Норильских озёр. Суглан в селе Дудинском.
- Долганский тунгузский род (108, 83). Кочевал по рекам Пясина и Авам. Суглан в селе Хатангском.
- Илимнейский тунгузский род (212, 160). Кочевал при озере Ессей и по реке Северной. На суглан выходят в те пункты, куда казаки привозят для них товар.

3-й участок (Туруханский)
- Байхинский остяцкий род (117, 91). Кочевал по рекам Турухан, Байха и левому берегу Енисея.
- Тымно-Карасинский остяцкий род (261, 194). Кочевал по рекам Таз, Каралька и Худосей.
- Тазовский юрацкий род (156, 135). Кочевал по реке Таз. Вносят ясак в зимовье Тазовском у часовни.

## Почта
В начале XIX века почта из Енисейска в Туруханск и обратно доставлялась один раз в месяц 5 числа. Доставка почты осуществлялась летом на лодках, а зимой на нартах, которые перемещал человек или собаки

## В культуре
Известная песня Юза Алешковского «Товарищ Сталин, вы большой учёный» поётся от лица заключённого ГУЛАГа, который отбывает срок как раз в Туруханском крае:

За что сижу, по совести, не знаю, Но прокуроры, как всегда, правы,

И вот сижу я в Туруханском крае, Где при царе сидели в ссылке вы.
— песня Юза Алешковского «Товарищ Сталин, вы большой учёный...»
Присутствует также упоминание в песне Александра Городницкого «Вальс 39-го года»

И не знают студенты из Таллина

И литовский седой садовод, Что сгниют они волею Сталина

Посреди Туруханских болот.
— песня Александра Городницкого «Вальс 39-го года»